# Tamara Sёmina
Tamara Sёmina (L'gov, 25 ottobre 1938) è un'attrice sovietica.

## Filmografia parziale

### Attrice
- Voskresenie (1960)
- Kollegi (1962)
- Emel'jan Pugačёv (1978)

## Premi
- Artista onorato della RSFSR (1965)
- People's Artist della RSFSR (1978)
- Ordine della Bandiera rossa del lavoro (1978)
- Ordine d'Onore (2005)